# Tessère du Kutue
Kutue Tessera
La tessère du Kutue (désignation internationale : Kutue Tessera) est un terrain polygonal situé sur Vénus dans le quadrangle de Shimti Tessera. Il a été nommé en référence au Kutue, un champignon du folklore oultche qui apporte le bonheur.